# A Spell a Rebel Yell
A Spell a Rebel Yell (en español, Un encanto, un grito rebelde) es la cara B de Violet Hill, primer sencillo de Viva la Vida or Death and All His Friends, cuarto álbum de estudio de la banda de rock alternativo Coldplay.
La canción fue lanzada el 7 de mayo en una edición promocional del sencillo Violet Hill, que acompaña a la revista NME.